# Turecká fotbalová reprezentace do 20 let

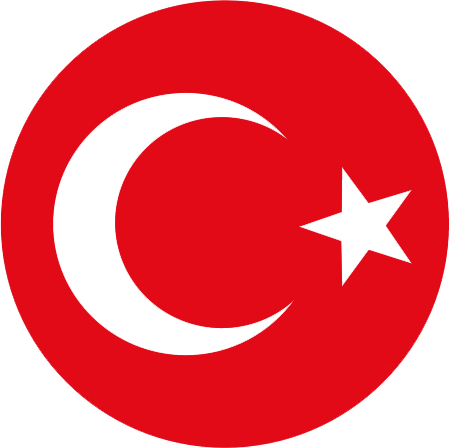
Znak Turecké fotbalové reprezentace (také Turecké fotbalové reprezentace do 20 let)

Turecká fotbalová reprezentace do 20 let reprezentuje  Turecko na mezinárodních turnajích, jako je Mistrovství světa ve fotbale hráčů do 20 let.

## Mistrovství světa
| Rok    | Účast                                           | Soupisky |
| ------ | ----------------------------------------------- | -------- |
| 1977   | nekvalifikovali se                              |          |
| 1979   | nekvalifikovali se                              |          |
| 1981   | nekvalifikovali se                              |          |
| 1983   | nekvalifikovali se                              |          |
| 1985   | nekvalifikovali se                              |          |
| 1987   | nekvalifikovali se                              |          |
| 1989   | nekvalifikovali se                              |          |
| 1991   | nekvalifikovali se                              |          |
| 1993   | nepostoupili ze skupiny                         |          |
| 1995   | nekvalifikovali se                              |          |
| 1997   | nekvalifikovali se                              |          |
| 1999   | nekvalifikovali se                              |          |
| 2001   | nekvalifikovali se                              |          |
| 2003   | nekvalifikovali se                              |          |
| 2005   | Vyřazení v osmifinále Španělskem                |          |
| 2007   | nekvalifikovali se                              |          |
| 2009   | nekvalifikovali se                              |          |
| 2011   | nekvalifikovali se                              |          |
| 2013   | Vyřazení v osmifinále Francií                   |          |
| 2015   |                                                 |          |
| Celkem | účast – 3× zlato – 0×, stříbro – 0×, bronz – 0× |          |